# Колхида (тип судов на подводных крыльях)
«Колхи́да» — серия морских пассажирских теплоходов на подводных крыльях второго поколения (проекты 10390, 10391). Строились на Потийском судоремонтно-судостроительном заводе и Судостроительном заводе «Волга» в Нижнем Новгороде. Первое судно серии вышло на испытания в 1981 году.

## История
Всего было построено около 40 СПК типа «Колхида».
Теплоходы использовались на пассажирских линиях Черноморского и Дальневосточного морских пароходств, Беломорско-Онежского пароходства в Онежском озере, судоходной компанией «Элиен» на реке Неве и Ладожском озере. Ряд судов поставлен за границу.
В настоящее время в Российской Федерации на пассажирских линиях почти не используются — ряд судов законсервирован, некоторые проданы за границу и порезаны на металлолом. Одно судно переоборудовано в кафе «Глория» во Владивостоке (существовало до 2006 года). Некоторые суда «Колхида» продолжают работать на морских пассажирских перевозках в зарубежных странах: в Италии по Тирренскому морю (компании Volaviamare [Alilauro], VETOR Aliscafi и другие), в Греции по Эгейскому и Ионическому морям (компании Hellenic Seaways, Paxos Island S.A., Saronic Dolphins и другие), Таиланде; также в разное время СПК использовались на транспортных и туристических линиях в Польше, Хорватии, Испании, Танзании, Вьетнаме.

## Конструкция
Суда данной серии имели ряд усовершенствований по сравнению с серией «Комета». Корпус судна, схваченный с помощью аргонно-дуговой и контактной сварки, разделён ниже главной палубы по длине водонепроницаемыми переборками на 9 отсеков, непотопляемость судна обеспечивается при заполнении любых двух смежных отсеков. Носовой салон не имел лобовых окон. Имелось специальное помещение для багажа.
Энергетическая установка — 2 главных дизеля 12V396TC82 с реверс-редукторами и вспомогательный комбинированный агрегат фирмы «Носке Кайзер». Суда данной серии имели управляемые закрылки крыльевого устройства.

Судно на подводных крыльях «Сифлайт-2» типа «Катран» в порту Новороссийска

## Модернизация
В Центральном конструкторским бюро по судам на подводных крыльях им. Р. Е. Алексеева разработали несколько модификаций «Колхиды». К ним относятся серии судов «Колхида-М», «Катран» и «Катран-М». Построено 4 судна типа «Катран», которые поступили на скоростные линии Чёрного и Адриатического морей. Из них 2 судна («Сифлайт-1» и «Сифлайт-2») с 2008 года совершают регулярные рейсы по маршруту Анапа — Сочи (Анапа — Новороссийск — Геленджик — Сочи) и с 2009 года по маршруту Анапа — Ялта. Остальные модификации остались проектами.
Схожим с «Колхидой» и «Катраном» по внешнему виду было экспериментальное судно на подводных крыльях «Альбатрос», построенное в единственном экземпляре на Потийской судоверфи в 1988 году. В отличие от «Колхиды» «Альбатрос» оснащён высокооборотными дизельными двигателями М421 производства завода «Звезда». До 1996 года теплоход работал на линиях Черноморского морского пароходства (порт приписки Одесса), после был продан и работал в Средиземном море на линии между Кипром и Ливаном под названием «Flying Star».